# MedlinePlus
MedlinePlus is een via een website vrij toegankelijke databank voor gezondheidswerkers, patiënten en familieleden. De databank groepeert de informatie beschikbaar in de United States National Library of Medicine (NLM) en de overkoepelende National Institutes of Health. De website wordt beheerd door het NLM.